# Heteragrion
Heteragrion is een geslacht van juffers (Zygoptera) uit de familie van de vlakvleugeljuffers (Megapodagrionidae).

## Soorten
De lijst is gebaseerd op de World Odonata List:
- Heteragrion aequatoriale Selys, 1886
- Heteragrion albifrons Ris, 1918
- Heteragrion alienum Williamson, 1919
- Heteragrion angustipenne Selys, 1886
- Heteragrion archon De Marmels, 2008
- Heteragrion aurantiacum Selys, 1862
- Heteragrion azulum Dunkle, 1989
- Heteragrion bariai De Marmels, 1989
- Heteragrion beschkii Hagen in Selys, 1862
- Heteragrion bickorum Daigle, 2005
- Heteragrion breweri De Marmels, 1989
- Heteragrion brianmayi Lencioni, 2013[2]
- Heteragrion calendulum Williamson, 1919
- Heteragrion chlorotaeniatum De Marmels, 1989
- Heteragrion chrysops Hagen in Selys, 1862
- Heteragrion cinnamomeum Hagen in Selys, 1862
- Heteragrion consors Hagen in Selys, 1862
- Heteragrion cooki Daigle & Tennessen, 2000
- Heteragrion cyane Machado & de Souza, 2014
- Heteragrion demarmelsi Stand-Pérez, Bota-Sierra & Pérez-Gutiérrez, 2019
- Heteragrion denisye Vilela, Koroiva & Guillermo-Ferreira, 2019
- Heteragrion dorsale Selys, 1862
- Heteragrion eboratum Donnelly, 1965
- Heteragrion erythrogastrum Selys, 1886
- Heteragrion flavidorsum Calvert, 1909
- Heteragrion flavovittatum Selys, 1862
- Heteragrion freddiemercuryi Lencioni, 2013[2]
- Heteragrion gracile Machado, 2006
- Heteragrion ictericum Williamson, 1919
- Heteragrion icterops Selys, 1862
- Heteragrion inca Calvert, 1909
- Heteragrion itacolomii Avila, Lencioni & Carneiro, 2020
- Heteragrion johndeaconi Lencioni, 2013[2]
- Heteragrion luisfelipei Machado, 2006
- Heteragrion majus Selys, 1886
- Heteragrion makiritare De Marmels, 2004
- Heteragrion mantiqueirae Machado, 2006
- Heteragrion mitratum Williamson, 1919
- Heteragrion muryense Costa & Santos, 2000
- Heteragrion obsoletum Selys, 1886
- Heteragrion ochraceum Hagen in Selys, 1862
- Heteragrion ovatum Selys, 1862 (nomen dubium)
- Heteragrion palmichale Hartung, 2002
- Heteragrion pemon De Marmels, 1987
- Heteragrion peregrinum Williamson, 1919
- Heteragrion petiense Machado, 1988
- Heteragrion rogertaylori Lencioni, 2013[2]
- Heteragrion rubrifulvum Donnelly, 1992
- Heteragrion silvarum Sjöstedt, 1918
- Heteragrion simulatum Williamson, 1919
- Heteragrion tatama Bota-Sierra & Novelo-Gutiérrez, 2017
- Heteragrion thais Machado, 2015
- Heteragrion tiradentense Machado & Bedé, 2006
- Heteragrion triangulare Hagen in Selys, 1862
- Heteragrion tricellulare Calvert, 1901
- Heteragrion valgum Donnelly, 1992